# Frans de Vreng
Frans de Vreng (n. 11 aprilie 1898, Amsterdam, Țările de Jos – d. 13 martie 1974, Amsterdam, Țările de Jos) a fost un ciclist olandez, medaliat olimpic. A participat la o ediție a Jocurilor Olimpice (1920) în care a câștigat o medalie de bronz.

## Participări
Lista de mai jos prezintă principalele competiții la care a participat Frans de Vreng de-a lungul carierei.
- cyclisme aux Jeux olympiques d'été de 1920 – tandem hommes[*]